# Clubiona dorni
Espèce
Clubiona dorni est une espèce d'araignées aranéomorphes de la famille des Clubionidae.

## Distribution
Cette espèce est endémique d'Himachal Pradesh en Inde,. Elle se rencontre dans le district de Lahaul et Spiti.

## Description
La femelle holotype mesure 6,12 mm.

## Systématique et taxinomie
Cette espèce a été décrite par Sarkar, Quasin et Siliwal en 2023.

## Étymologie
Son nom d'espèce lui a été donné en référence au lieu de sa découverte, Dorni.

## Publication originale
- Sarkar, Quasin & Siliwal, 2023 : « Two new species of sac spiders (Araneae: Clubionidae) from the Indian western Himalayas. » Serket, vol. 19, no 2, p. 126-131.